# Girotrón
El girotrón (forma abreviada de Gyromonotron) es una fuente de radiación de microondas de alta frecuencia y alta potencia. Se considera el primer dispositivo generador de rayos de microondas de alta frecuencia de la historia, perteneciente a la familia de los tubos de vacío.

## Introducción
De acuerdo con el electromagnetismo, se sabe que las cargas eléctricas y las corrientes variables con el tiempo son fuentes de campos y ondas electromagnéticas. Las ondas electromagnéticas transportan potencia electromagnética y se propagan en el medio circundante -este no hace falta que sea un medio material, puede ser el espacio vacío- a la velocidad de la luz. 
Las microondas, son un tipo particular de ondas electromagnéticas caracterizadas por propagarse en un rango de frecuencias determinado. Particularmente este rango se considera comprendido entre los 300 MHz y los 300 GHz -de ahí su nombre, ya que sus longitudes de onda son del orden de milímetros-. Para la generación de microondas, generalmente, se consideran dos tipos de fuentes: los dispositivos de estado sólido -semiconductores- y los dispositivos basados en tubos de vacío o tubos de electrones. A este último grupo pertenece el girotrón, como también otro tipo de dispositivos como el magnetrón, el klistrón o mismo horno de microondas.

## Historia
Los primeros dispositivos basados en tubos de vacío para la utilización con microondas se remontan a principios del siglo XX cuando, en 1906, Lee de Forest inventó el triodo. No obstante, intentar emplear en microondas un tubo de vacío convencional basado en un triodo es una operación muy limitada, ya que éste no soporta frecuencias excesivamente altas. 
Con posterioridad, fueron inventados otros dispositivos basados en tubos de vacío, como el magnetrón en 1924, cuya utilización práctica tuvo mucha repercusión en la Segunda Guerra Mundial. El magnetrón pertenecía a la familia de los tubos de vacío de campo transversal, donde la energía potencial de los electrones se transformaba en energía electromagnética.
Otros dispositivos como el oscilador Heil (1935) o el amplificador Klystron (hermanos Varian, 1939) estaban basados en tubos de haz lineal (linear-beam), donde lo que se transformaba en energía electromagnética era la energía cinética de los electrones. 
Más adelante, como evolución de los tubos de haz lineal, R. Kompfner inventó en 1944 el tubo de onda viajera (Travelling Wave Tube, TWT). A comienzos de 1950 la potencia de salida de los tubos de haz lineal superó finalmente a la potencia de dispositivos como el magnetrón.
En un tubo de haz lineal un campo magnético interacciona con el haz de electrones emitidos por un emisor. Además, los electrones reciben energía potencial por medio de una diferencia de potencial (voltaje) y esta energía es convertida en energía cinética. La diferencia de potencial aplicada es cambiante, así que los electrones son acelerados o desacelerados, lo que produce aglomeraciones de electrones. Estos cúmulos de electrones viajan posteriormente por el tubo y finalmente inducen una corriente en la estructura de salida. 
Los amplificadores basados en TWT pueden llegar a proporcionar picos de salida con una potencia de 30 MW con un haz de voltaje del orden de 100 kV a una frecuencia de 10 GHz. 
Los orígenes del girotrón apuntan a la década de los setenta y se considera una invención soviética. Es un dispositivo perteneciente a la familia de los TWT, concretamente a los tubos de onda rápida. La Rusia soviética desempeñó en los años sesenta y setenta del siglo pasado un papel de liderazgo en investigación de fusión nuclear –calentamiento de plasma-, así como de microondas –dispositivos de telecomunicaciones-, donde la técnica del girotrón fue desarrollada por su importancia militar en estos campos. 
En la década de 1960, con el éxito y proliferación de los dispositivos de estado sólido (semiconductores) se predijo que los tubos de vacío serían desplazados por aquellos. No obstante, esto solo ha ocurrido en los sistemas de baja potencia como son los receptores y generadores (osciladores) para circuitos de microondas, pero para altas potencias de salida, aún se siguen utilizando dispositivos basados en los tubos de vacío.

## Principio de funcionamiento.
El girotrón tiene alta potencia en longitudes de onda milimétricas (decenas de MW, dependiendo de la frecuencia) porque, a diferencia de los anteriores tubos de vacío convencionales, las dimensiones del tubo en este caso pueden ser mucho mayores que la longitud de onda y no se depende de las propiedades de los materiales que conforman el tubo. 
Como se ha comentado anteriormente, en los tubos de haz lineal, se aceleraban y desaceleraban los electrones dentro de un campo magnético porque se pretendía conseguir una aglomeración o concentración de éstos para, posteriormente, inducir una corriente a la salida del tubo. En el caso del girotrón ocurre algo parecido, solo que se pretende potenciar una microonda electromagnética a la salida. En este caso, el haz de electrones entra en la cavidad hueca de resonancia del tubo, que se encuentra en un campo magnético axial y la agrupación de electrones depende de un efecto relativista llamado Cyclotron Resonance Maser Instability. Esto quiere decir que la velocidad del haz de electrones en un girotrón es ligeramente relativista (comparable a, pero no igual a la velocidad de la luz). 
A su vez, máser es un acrónimo de Microwave Amplification by Stimulated Emission of Radiation (amplificador de microondas por la emisión estimulada de radiación). El máser es un fenómeno de amplificación similar al láser, pero que opera en la región de frecuencia a la que pertenecen las microondas. Cuando una molécula o un átomo se hallan en un estado energético adecuado y pasa cerca de una onda electromagnética, ésta puede inducirles a emitir energía en forma de otra radiación electromagnética con la misma longitud de onda que refuerza la onda de paso y desencadena una cascada de fenómenos que llevan a aumentar mucho la intensidad de la onda electromagnética original.

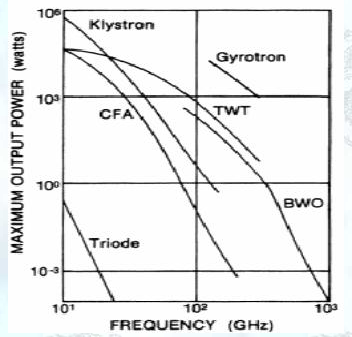
Potencia Vs. Frecuencia para varios tubos de vacío.

Potencia obtenida y rango de frecuencias de operación para diferentes tubos de vacío, comúnmente empleados en el rango de las microondas.

## Construcción y partes de un girotrón
El cuerpo del girotrón consiste en su mayoría en una alargada cavidad de espacio vacío. El girotrón se encuentra en un electroimán. La parte inferior es eléctricamente aislada y contiene un filamento. Para transmitir los electrones del filamento a la cavidad, es necesario un “cañón” que genere el haz de electrones. Ésta es la parte del cátodo, donde se aplica un alto voltaje de energía eléctrica (voltaje negativo, claro) que se suele situar aproximadamente entre 80 y 100 kV.
Los electrones se mueven en forma de espiral por la fuerza de Lorentz del campo magnético. La frecuencia de rotación de los electrones es directamente proporcional a la fuerza del campo magnético, e inversamente proporcional a la masa del electrón. Por lo tanto, para una mayor frecuencia se debe aplicar un campo magnético mayor. Debido a que los electrones tienen un efecto relativista (su masa es debido a su alta velocidad, véase relatividad) se realiza un intercambio entre la energía cinética de los electrones y el campo de la señal de microonda, por lo tanto parte de la energía del haz de electrones se transforma en energía electromagnética en la región de microondas, que es recogida por el colector. 

## Fabricación
El número de empresas que construye girotrones es muy baja. Algunas empresas que en la actualidad trabajan o fabrican dispositivos basados en el girotrón son: CPI y Gyrotron Technology, Inc (U.S.A.), Gycom (Rusia), Thales Group (Francia) y Toshiba (Japón).

## Aplicaciones
Procesos para el tratamiento térmico industrial, debido a la alta densidad de potencia de las ondas electromagnéticas y a la capacidad de calentar un rayo con criterio selectivo y de manera muy rápida. Así, es un tipo de dispositivo utilizado en la fabricación de vidrios, plásticos, cerámicas, adhesivos, semiconductores, células solares, etc.
- Aplicaciones industriales:

- Fabricación de vidrios, plásticos, cerámicas, adhesivos, semiconductores, células solares, etc
- Unión de cristal, cerámica, plásticos y otros materiales, soldándolos con puntos de fusión muy altos.
- Recubrimientos basados en materiales como la cerámica, pastas, lacas, o termoplásticos, bajo temperaturas más altas de las que algunos sustratos permiten normalmente.

- Aplicaciones en electrónica y telecomunicaciones:

- Fabricación de osciladores y amplificadores de circuitos de microondas.
- Templadura rápida de obleas de semiconductores, así como en la fabricación del recubrimiento de semiconductores a alta temperatura y sobre sustratos sensibles.

- Aplicaciones nucleares:

- De alta potencia gyrotrons prueba se aplica a muchos de investigación de la fusión. Gyrotrons con capacidades de hasta 2 megavatios y una frecuencia de 170 GHz, son esenciales para construir el nuevo reactor de fusión nuclear